# Arúd
Az arúd (arab betűkkel عروض; tudományos átiratban ʿarūḍ) a hagyományos arab költészettudomány (علم الشعر [ʿilm aš-šiʿr]) metrikával foglalkozó ága. (A költészettan másik ága a rímek tudománya.) Preiszlám és korabeli beduin költemények vizsgálata alapján al-Halíl ibn Ahmad al-Faráhídi alkotta meg a 8. század második felében komplex, többszintű rendszerét, amely ettől kezdve a modern költői formák 19. századi megjelenéséig az arab verselés alapját képezte. Legfeltűnőbb jellegzetessége, hogy az európai hagyományban megszokott időmértékes verseléssel szemben nem a szótagok hosszán alapszik, hanem az írásban jelölt betűkön.
A középkori arab kultúra által erősen befolyásolt perzsa és török nyelvterületen is igazodni próbáltak hozzá, noha a nyelvek különbségei bizonyos változtatásokat tettek szükségessé, és az időmértékesség került előtérbe (ld. aruz).

## Az elnevezés eredete
- verssor: بيت [bayt]
- félsor: مصراع [miṣrāʿ]
- első félsor: صدر [ṣadr]
- második félsor: عجز [ʿaǧuz]
- az első félsor utolsó verslába: عروض [ʿarūḍ]

Az arab verstani terminológia sajátossága, hogy az egyes elemeit a beduinok sátrának részeiről nevezték el; így a verssor a sátor (bajt), a félsor a sátorfüggöny (miszrá), az vers első félsora a sátor eleje (szadr), a második pedig a hátulja (adzsuz). Az arúd szó – amely szűkebb értelemben az első félsor utolsó verslábának megnevezése – eredetileg a középső sátortartó rudat jelölte. (Történetileg más, kevésbé hihető magyarázatok is születtek: kötötték szelídítendő nősténytevéhez, Mekka városának egyik jelzőjéhez vagy az analógiás építkezéshez.) A metrika elnevezése így eredetileg az arúd tudománya (علم العروض [ʿilm al-ʿarūḍ]) volt.

## Története
A 8. században nagy lendületet vett az arab filológia és nyelvészet fejlődése, amely két dél-iraki városhoz, Kúfához és Baszrához kötődött. A tudósok költeményeket gyűjtöttek az írástudatlan nomádoktól, mivel – a nyelvjárásbeli különbségek és a poétai licenciák ellenére – ezek nyelvezetét a legtisztább, legszabályosabb arab nyelvnek tekintették. Ez a tevékenység elsősorban a klasszikus arab nyelv szabályainak megállapítására és lefektetésére irányult, de többek között a lexikográfia megjelenéséhez is alapot adott. A verseket metrikai szempontból a baszrai iskola egyik jeles nyelvésze, al-Halíl ibn Ahmad (†786 v. 791) kezdte elemezni, a hagyomány szerint a rézművesek műhelyeiből hallatszó kalapálás hatására. Az általa létrehozott rendszert (terminológiájával együtt) az összes későbbi irodalomtudós elfogadta, a költők pedig immár tudatosan igazodtak hozzá. Ibn Ahmad alapvető műve, amelynek címe „Az arúd könyve” (Kitáb al-arúd) volt, egyébként nem maradt fenn, de az összes későbbi, arúd tárgykörében készült munka az ő munkásságán alapszik.
Az arúd alapján írt verseket a 19. század végén kezdték el felváltani a modern versformák. Az arúd alapján írt versekre a 20. századból is ismerünk példákat, de ilyenkor a klasszikus forma csupán a költők szándékos archaizálásának eszköze.

## Az arúd alapja
- betű: حرف [ḥarf]
- magánhangzót jelölő mellékjel: حركة [ḥaraka]
- magánhangzó által követett betű: حرف متحرك [ḥarf mutaḥarrik]
- magánhangzó hiányát jelölő mellékjel: سكون [sukūn]
- nem magánhangzó által követett betű: حرف ساكن [ḥarf sākin]

A Korán nyelvhasználata és a fennmaradt versek alapján látható, hogy az arúd formális kialakítását megelőzően éppúgy a szabott számú, különböző hosszúságú szótagok váltakozása határozta meg a vers ritmikáját, mint pl. a görög vagy magyar időmértékes verselésben. Ugyanakkor az arab nyelvészek nem ismerték a szótag fogalmát, így al-Halíl nem ebből indult ki a metrikai szabályok elemzésekor (és kutatásai során nem is alkotta meg a fogalmat). Ehelyett a versek írásképéből indult ki. Az arab írás sajátossága, hogy a rövid magánhangzókat csak mellékjelekkel (haraka) jelöli, amelyek – a mássalhangzókkal és a hosszú magánhangzókkal szemben – nem számítanak valódi betűnek (harf), és nem is kötelező kiírásuk. A magánhangzó hiányát szintén mellékjel, az ún. szukún jelöli. (A cikk a továbbiakban a félrevezető betű helyett az arab harf kifejezést használja.) Al-Halíl ezért alapegységül a harfokat tette meg, amelyeknek két fajtáját különböztette meg: magánhangzó által követett (harf mutaharrik, azaz „harakás/mozgó harf”) és magánhangzó által nem követett (harf szákin, azaz „szukúnos/álló harf”). A hosszú magánhangzók, bár írásban nem kapnak szukúnt, magánhangzóval nem követett harfnak számítanak (mivel mássalhangzót is jelölhetnek).
Ettől az írásképre alapozott rendszertől néhány esetben tért el:
- A mássalhangzók hosszabbodását, azaz geminációt csak mellékjel jelöli (azaz nem írják ki kétszer ugyanazt a betűt), al-Halíl mégis egy szukúnos és egy harakás harf kombinációjának fogja fel őket.
- A nyelvtani esetvégződéseket szintén mellékjelek jelölik. A nunáció során ejtett, de le nem írt /n/ hangot a többi, leírt mássalhangzóval azonos értékűnek, azaz harfnak tekinti.
- Az írásban mindig jelölt ún. kötő hamzát a kiejtéstől függően tekinti harfnak: önálló hangértéke csak akkor van, ha nem előzi meg magánhangzó (pl. sorkezdő helyzetben), egyébként nem veszi figyelembe.
- Bizonyos szavakban a hosszú /á/ hangot hagyományosan mellékjellel jelölik (pl. az Alláh, rahmán, dzálika szavakban). Ezeket az arúd rendszerében teljes értékű, kiírt harfoknak tekintik.

## A metrum két szintje

### A szeletek
- harfokból álló egység: مقطع [maqṭaʿ]
- a metrum vizsgálata: تقطيع [taqṭīʿ]
- két harfos egység: سبب [sabab]
- egy harakás és egy harakátlan harfból álló egység: سبب خفيف [sabab ḫafīf]
- két harakás harfból álló egység: سبب ثقيل [sabab ṯaqīl]
- három harfos egység: وتد [watid]
- két harakás és egy szukúnos harfból álló vatid:
وتد مجموع [watid maǧmūʿ] vagy وتد مقرون [watid maqrūn]
- egy harakás, egy szukúnos és egy újabb harakás harfból álló vatid: وتد مفروق [watid mafrūq]

A magánhangzós és magánhangzótlan betűk kombinációiból állnak össze a metrika első szintjének egységei, amiket az arab „szelet” (makta) szóval jelölnek. (A vers metrikai szempontú vizsgálata pedig a „szeletelés” [taktí].) Kétféle szelet létezik: a két harfot tartalmazó szabab (sátorkötél) és három harfból álló vatid (sátorcölöp). Mindkettőnek két variánsa létezik.
- A szabab lehet „könnyű” (hafíf), ami egy harakás harfból és az azt követő harakátlan harfból áll; illetve lehet „nehéz” (szakíl), amikor két harakás harf alkotja. Pl. (a harfok kivastagításával) lam ʾara (leírva لَمْ أَرَ): la+m (könnyű) és ʾa+ra (nehéz).
- A vatidok két fajtáját „összegyűjtöttnek” (madzsmú) vagy „összekötöttnek” (makrún), illetve „szétválasztottnak” (mafrúk) nevezik: előbbi két harakás és egy szukúnos, utóbbi egy harakás, egy szukúnos és egy újabb harakás harf kombinációjából áll. Pl. ʾilā (leírva إِلَى): ʾi+la+ā (összegyűjtött); ḫalfa  (leírva خَلْفَ): ḫa+l+fa (szétválasztott).

### A verslábak
- versláb: جزء [ǧuzʾ]
- a f-ʿ-l gyökökből képzett verslábminta: تفعيلة [tafʿīla]

A szababok és vatidok kombinációja alkotja a verslábnak nevezhető, második szintű egységeket. Ezeket a „rész/darab” (dzsuz) névvel szokás illetni. A nyolc versláb „neve” tulajdonképpen a más nyelvtani példák esetében is használt f-ʿ-l gyökökből kialakított példaszó (tafíla) az adott verslábra, így, ha adott esetben van is jelentésük, ez irreleváns. Egyes verslábak különböző szababok és vatidok kombinációiként is értelmezhetők. A nyolc versláb a harfok kivastagításával:
- mafāʿīlun (összegyűjtött vatid + könnyű szabab + könnyű szabab)
- fāʿilātun (elválasztott vatid + könnyű szabab + könnyű szabab) vagy (könnyű szabab + összegyűjtött vatid + könnyű szabab)
- mustafʿilun (könnyű szabab + könnyű szabab + összegyűjtött vatid)
- mufāʿalatun (összegyűjtött vatid + nehéz szabab + könnyű szabab)
- mutafāʿilun (nehéz szabab + könnyű szabab + összegyűjtött vatid)
- mafʿūlātu (könnyű szabab + könnyű szabab + elválasztott vatid)
- faʿūlun (összegyűjtött vatid + könnyű szabab)
- fāʿilun (elválasztott vatid + könnyű szabab) vagy (könnyű szabab + összegyűjtött vatid)

## A versmértékek
- ideális versmérték: بحر [baḥr]
- طويل [ṭawīl]
- بسيط [basīṭ]
- مديد [madīd]
- كامل [kāmil]
- وافر [wāfir]
- هزج [hazaǧ]
- رجز [raǧaz]
- رمل [ramal]
- سريع [sarīʿ]
- منسرح [munsariḥ]
- خفيف [ḫafīf]
- مضارع [muḍāriʿ]
- مقتضب [muqtaḍab]
- مجتث [muǧtaṯṯ]
- متقارب [mutaqārib]
- متدارك [mutadārik]

A nyolc verslábból 16 ideális versmérték áll össze. A versmértékeket általában és elméletileg beszélve a bahr („tenger”) szóval jelölik. Elnevezéseik értelmes szavak.
- tavíl („hosszú”) – faʿūlun + mafāʿīlun + faʿūlun + mafāʿīlun
- baszít („lapos, kiterjedt”) – mustafʿilun + fāʿilun + mustafʿilun + fāʿilun
- madíd („elnyújtott”) – fāʿilātun + fāʿilun + fāʿilātun + fāʿilun
- kámil („tökéletes”) – mutafāʿilun + mutafāʿilun + mutafāʿilun
- váfir („bőséges”) – mufāʿalatun + mufāʿalatun + mufāʿalatun
- hazadzs („trillázó”) – mafāʿīlun + mafāʿīlun + mafāʿīlun
- radzsaz („remegő”) – mustafʿilun + mustafʿilun + mustafʿilun
- ramal („futó”) – fāʿilātun + fāʿilātun + fāʿilātun
- szarí („gyors”) – mustafʿilun + mustafʿilun + mafʿūlātu
- munszarih („folyó”) – mustafʿilun + mafʿūlātu + mustafʿilun
- hafíf („könnyű”) – fāʿilātun + mustafʿilun + fāʿilātun
- mudári („hasonló”) – mafāʿīlun + fāʿilātun + mafāʿīlun
- muktadab („rövidített, nyesett”) – mafʿūlātu + mustafʿilun + mustafʿilun
- mudzstassz („megnyirbált, amputált”) – mustafʿilun + fāʿilātun + fāʿilātun
- mutadárik („folyamatos”) – fāʿilun + fāʿilun + fāʿilun + fāʿilun
- mutakárib („botladozó, kicsiket lépő”) – faʿūlun + faʿūlun + faʿūlun + faʿūl(un)

A klasszikus arab költészetben messze a tavíl versforma számított a legnépszerűbbnek, emellett viszonylag gyakoriak a kámil, váfir és baszít mértékű költemények is. Ezeken kívül a mutakárib és a hafíf fordul elő többször. A radzsaz szintén viszonylag gyakori, azonban ezt nem csupán egy egyszerű – és a hagyomány szerint legősibb – versmértéknek tekintették: önálló műfaj volt, amely formájában és tartalmában is eltért az „igazi” versektől, azaz kaszídáktól. A többi versmérték ritkának számított, a mudári, a muktadab és a mudzstassz mértékben írt versekre pedig nem is ismerünk klasszikus példát; egyes feltevések szerint al-Halíl maga találta ki ezeket.

### A körök
- kör: دائرة [dāʾira]

Al-Halíl ibn Ahmad megfigyelte, hogy amennyiben végtelenítjük az egyes versmértékeket, különböző tagolással más versmértékekké alakíthatjuk őket. Ibn Ahmad és követői öt ún. kört (dáira) alkottak meg, ahol az egyes körökhöz az ilyen módon azonos elemekből felépülő versmértékek tartoznak. (A versmértékek hagyományos sorrendje is azért a fentebbi, hogy az azonos körbe tartozó mértékek egymás mellett legyenek.)
1. kör (24 harf): tavíl, baszít és madíd
2. kör (21 harf): váfir és kámil
3. kör (21 harf): hazadzs, radzsaz és ramal
4. kör (21 harf): szarí, munszarih, hafíf, mudári, muktadab és mudzstassz
5. kör (20 harf): mutakárib és mutadárik

### Eltérések a versmértékektől
- az arúd szerint ideális formák: أصول [uṣūl]
- az ideálistól eltérő formák: فروع [furūʿ]
- ideálistól eltérő versmérték: وزن [wazn]

Fontos megjegyezni, hogy az al-Halíl által vázolt, ideális versmértékeket (az ún. „gyökerek”, arabul uszúl) a költők gyakorta többé-kevésbé módosítottan használták (az ún. „ágak”, furú). Kétféle módosítás létezik: egyrészt betűk elhagyása vagy betoldása, másrészt verslábak elhagyása (azaz a versmérték lerövidítése).

#### Betűszintű eltérések
- az első félsor utolsó verslába: عروض [ʿarūḍ]
- a sor utolsó verslába: ضرب [ḍarb]
- nem a félsor vagy a sor végén lévő versláb: حشو [ḥašw]
- az arúdot vagy darbot érintő eltérés: علة [ʿilla]
- a hasvot érintő eltérés: زحافة [ziḥāfa]

Attól függően, hogy a sor melyik részén tér el a költő az ideális mértéktől, az eltérő formáknak kétféle neve van. Az első félsor utolsó verslábát (arúd) és a sor utolsó verslábát (darb) érintő eltérések az ún. „betegségek” (illa), míg a többi versláb (összefoglaló nevük: „töltelék”, azaz hasv) hibáit csupán „lazításnak” (ziháfa) nevezik. Míg előbbiek mind a szababokat, mind a vatidokat érintik, és egyaránt jelentkezhetnek hiányként és többletként, az utóbbiak csupán a szababok második harfjának hiányát jelenthetik. (Az arúd részletesen kimunkált rendszerében külön neve van minden egyes elhagyásnak és bővítésnek attól függően, hogy az adott versláb melyik harfját érintik.)
Mivel a lazítások nem változtatnak jelentősen a vers ritmikáján, versbéli felbukkanásuk esetleges; a betegségeknek ellenben változatlan formában végig kell vonulniuk a teljes versen, hiszen jelentős mértékben befolyásolják a ritmikát. A betegségek elsősorban a sor utolsó verslábát érintik, így a darboknak jóval több (67) változata lehet, mint az arúdoknak (36).
A betűszintű változások során a verslábak is módosulnak. Ilyenkor, konkrét esetekre vonatkoztatva az ideálistól eltérő verslábat a vazn („súly, mérték”) szó jelöli. A nyolc ideális verslábból 37 módosított versláb hozható létre; ezek is mind rendelkeznek egy f-ʿ-l gyökhármasból létrehozott névvel.

#### Verslábak elhagyása
- olyan sor, amelynek utolsó harmada hiányzik: مجزوء [maǧzūʾ]
- olyan sor, amelynek második félsora hiányzik: مشطور [mašṭūr]
- olyan sor, amelynek hátsó kétharmada hiányzik: منهوك [manhūk]

Az ideális versmértéktől való eltérés másik formája, hogy az egyes sorok rövidebbek a mértéknél, azaz bizonyos számú versláb hiányzik belőlük. Az elhagyás mértéke szerint az arúd tudósai három kategóriába sorolták a sorokat:
- madzszú – a sor utolsó harmada hiányzik
- mastúr – a második félsor hiányzik
- manhúk – a sor kétharmada hiányzik

## Modern elméletek az arab metrikáról
Mivel az arúd a nyugati irodalomtudomány számára kezdettől fogva nehezen érthető és elfogadható volt, számos elmélet született arról, hogy a klasszikus arab költészet valójában min alapult. Mivel a klasszikus arab versekben a szótagszám állandó, feltételezhető, hogy a költészet időmértékes lehetett, azonban mivel a kiolvasás módjáról nincsenek adataink, nem lehet biztosan megállapítani, hogy az időmértékesség mellett a hangsúly is szerepet játszott-e (és ha igen, milyen mértékben) a ritmus megalkotásában. Ebből fakadóan nincs általánosan elfogadott elmélet a klasszikus arab költészet metrikai alapjairól.
A 19. század meghatározó elméletét a göttingeni Heinrich Ewald (1803–1875) alkotta meg, amit William Wright (1830–1889) cambridge-i professzor terjesztett el sokáig meghatározó arab nyelvtanában. Eszerint ötféle ritmus különböztethető meg: jambikus (radzsaz, szarí, kámil, váfir), antiszpasztikus (hazadzs), amphibrachikus (mutakárib, tavíl és mudári), anapesztikus (mutadárik, baszít, munszarih és muktadab) és jónikus (ramal, madíd, hafíf, mudzstassz). Az elmélet hiányossága, hogy ugyanazt a ritmikát várja el az arab költészettől, mint ami a görögben megtalálható, emellett abból a vitatott tényből indul ki, hogy a görög költészetben volt a metrikában szerepet játszó hangsúly. Jaroslav Tkáč (1871–1927) bécsi arabista amellett érvelt, hogy az arabokhoz arámi közvetítéssel jutottak el a görög időmértékes verselés szabályai, amit aztán továbbfejlesztettek, de erre nincsenek bizonyítékok.
A francia Stanislas Guyard (1846–1884) zenei ritmusokhoz próbálta kötni az egyes metrumokat. Martin Hartmann (1851–1918), a berlini Keleti Nyelvek Szemináriumának tanára, ugyan általánosságban nem foglalkozott az arúddal, az egyes verslábak kialakulásáról írt publikációi alapján sejthető módon elvetette, hogy bármiféle időmértékesség jelen lett volna az arab költészetben. Gustav Hölscher (1877–1955) heidelbergi professzor az összes mértéket a radzsazból próbálta levezetni, de csak részben járt sikerrel; ugyanakkor ő is a hangsúlyosságra építette fel elméletét. Velük ellentétben a bécsi Rudolf Geyer (1861–1929) és a nyomdokain járó bázeli Alfred Bloch (1914–1983) arra a következtetésre jutott, hogy az arab költészet tisztán időmértékes volt, a hangsúly pedig nem játszott szerepet a ritmikában.
Gotthold Weil (1882–1960), a Jeruzsálemi Héber Egyetem Nemzeti Könyvtárának németországi származású vezetője megpróbálta az előbbiek által figyelmen kívül hagyott arúd–rendszerre alapozni a következtetéseit. Szerinte az f-ʿ-l gyökhármasokból összeállított verslábak és a körök célja az, hogy bennük és általuk láthatóvá váljanak a hangsúlyos szótagok. Megállapítása szerint kizárólag a vatidok hordozzák a hangsúlyt (típustól függően emelkedő vagy ereszkedő módon), így ezek határozzák meg a ritmikát. Az al-Halíl által is „kétségesnek” nevezett negyedik kör tagjait leszámítva a versmértékek emelkedő hangsúlyúak. Végkövetkeztetése szerint a hagyományos arab költészet így egyszerre időmértékes és ütemhangsúlyos, és egyértelműen belső fejlemény.